# Dealul Mare - Hârlău
Dealul Mare - Hârlău  este un sit de importanță comunitară (SCI) desemnat în scopul protejării biodiversității și menținerii într-o stare de conservare favorabilă a florei spontane și faunei sălbatice, precum și a unor habitate naturale de interes comunitar aflate în arealul zonei protejate. Acesta este situat în nord-estul României, pe teritoriile județelor Botoșani, Iași și Suceava.

## Localizare
Aria naturală se intinde în extremitatea sud-vestică a județului Botoșani (pe teritoriile administrative ale comunelor: Copalău, Corni, Coșula, Cristești, Curtești, Frumușica, Tudora, Vlădeni și Vorona și pe cel al orașului Flămânzi), în cea nord-vestică a județului Iași (pe teritoriul orașului Hârlău și pe cele ale comunelor Deleni și Sirețel) și în cea sud-estică a județului Suceava, pe teritoriul administrativ al orașului Dolhasca.

## Înființare
Instituirea regimului de arie naturală protejată pentru situl de importanță comunitară „Dealul Mare - Hârlău” s-a făcut prin Ordinul Ministerului Mediului și Dezvoltării Durabile Nr.1964 din 13 decembrie 2007 (privind instituirea regimului de arie naturală protejată a siturilor de importanță comunitară, ca parte integrantă a rețelei ecologice europene Natura 2000 în România). Acesta se întinde pe o suprafață de 25.062,6 hectare și include rezervațiile naturale Acumularea Pârcovaci, Făgetul Secular Humosu și Pădurea Tudora.

## Biodiversitate
Situl dispune de cinci clase de habitate comunitare (Păduri dacice de stejar și carpen, Păduri de fag de tip Asperulo fagetum, Păduri de stejar cu carpen de tip Galio-Carpinetum, Păduri ripariene mixte cu Quercus robur, Ulmus laevis, Fraxinus excelsior sau Fraxinus angustifolia, din lungul marilor râuri și Păduri aluviale cu Alnus glutinosa și Fraxinus excelsior) cu o diversitate floristică și faunistică ridicată, exprimată atât la nivel de specii cât și la nivel de ecosisteme terestre. Aria protejată este o zonă naturală (păduri de foioase, pajiști ameliorate, cursuri de apă, lacuri) încadrată în bioregiunea geografică continentală a Podișului Central Moldovenesc, în bazinul mijlociu al Siretului și o parte a bazinului râului  Prut. Rețeaua hidrografică principală a sitului este alcătuită din râurile Jijia,  Bahlui, Jijioara și Vorona (și afluenții acestora).

### Faună și floră
La baza desemnării sitului se află mai multe specii faunistice (mamifere, păsări, reptile, amfibieni, insecte) și floristice (arbori, arbusti, ierburi, flori) enumerate în anexa I-a a Directivei Consiliului European 92/43/CE din 21 mai 1992 (privind conservarea habitatelor naturale și a speciilor de faună și floră sălbatică) sau aflate pe lista roșie a IUCN.
Mamifere: cerb (Cervus epaphus), căprioară (Capreolus capreolus), mistreț (Sus scrofa), pisică sălbatică (Felis silvestris), veveriță (Sciurus carolinensis), vulpe (Vulpes vulpes), iepure de câmp (Lepus europaeus), popândău european (Spermophilus citellus), jder de copac (Martes martes);. 
Păsări protejate la nivel european prin Directiva CE 147/CE din 30 noiembrie 2009 (privind conservarea păsărilor sălbatice): acvilă țipătoare mică (Aquila pomarina), gaia neagră (Milvus migrans), gaia roșie (Milvus milvus), botgrosul (Coccothraustes coccothraustes), cuc (Cuculus canorus), pupăză (Upupa epops), nagâț (Vanellus vanellus), sfrâncioc roșiatic (Lanius collurio), sfrânciocul cu frunte neagră (Lanius minor), ciuf de câmp (Assio flammeus),  ciocârlie-de-pădure (Lullula arborea), privighetoare (Luscinia megarhynchos), prigoare (Merops apiaster), presură sură (Miliaria calandra), presură galbenă (Emberiza citrinella), codobatură albă (Motacilla alba), codobatură galbenă (Motacilla flava), grangur (Oriolus oriolus), ciuf-pitic (Otus scops), codroș de munte (Phoenicurus ochruros), ciocănitoarea verzuie (Picus canus), lăstunul de mal (Riparia riparia), cănăraș (Serinus serinus), turturică (Streptopelia turtur), silvie cu cap negru (Sylvia atricapilla), silvie de câmpie (Sylvia communis), silvie de zăvoi (Sylvia borin); 
Reptile și amfibieni:  șarpele de alun (Coronella austriaca), șarpele de casă (Natrix natrix), șopârla de câmp (Lacerta agilis), gușterul (Lacerta viridis), ivorașul cu burta galbenă (Bombina variegata), broasca-țestoasă europeană de baltă (Emys orbicularis), broasca râioasă brună (Bufo bufo), broasca roșie de pădure (Rana dalmatina), broasca verde de pădure (Rana esculenta), broasca roșie de munte (Rana temporaria);  
Nevertebrate (gândaci, fluturi): croitorul alpin (Rosalia alpina), gândacul rinocer (Oryctes nasicornis), croitorul mare al stejarului (Cerambyx cerdo ), calosoma mirositoare (Calasoma sycophanta), rădașca (Lucanus cervus); precum și trei specii de fluturi: Arytrura musculus, Saturnia pyri (fluturele ochi de păun) și Callimorpha quadripunctaria (fluturele vărgat). 

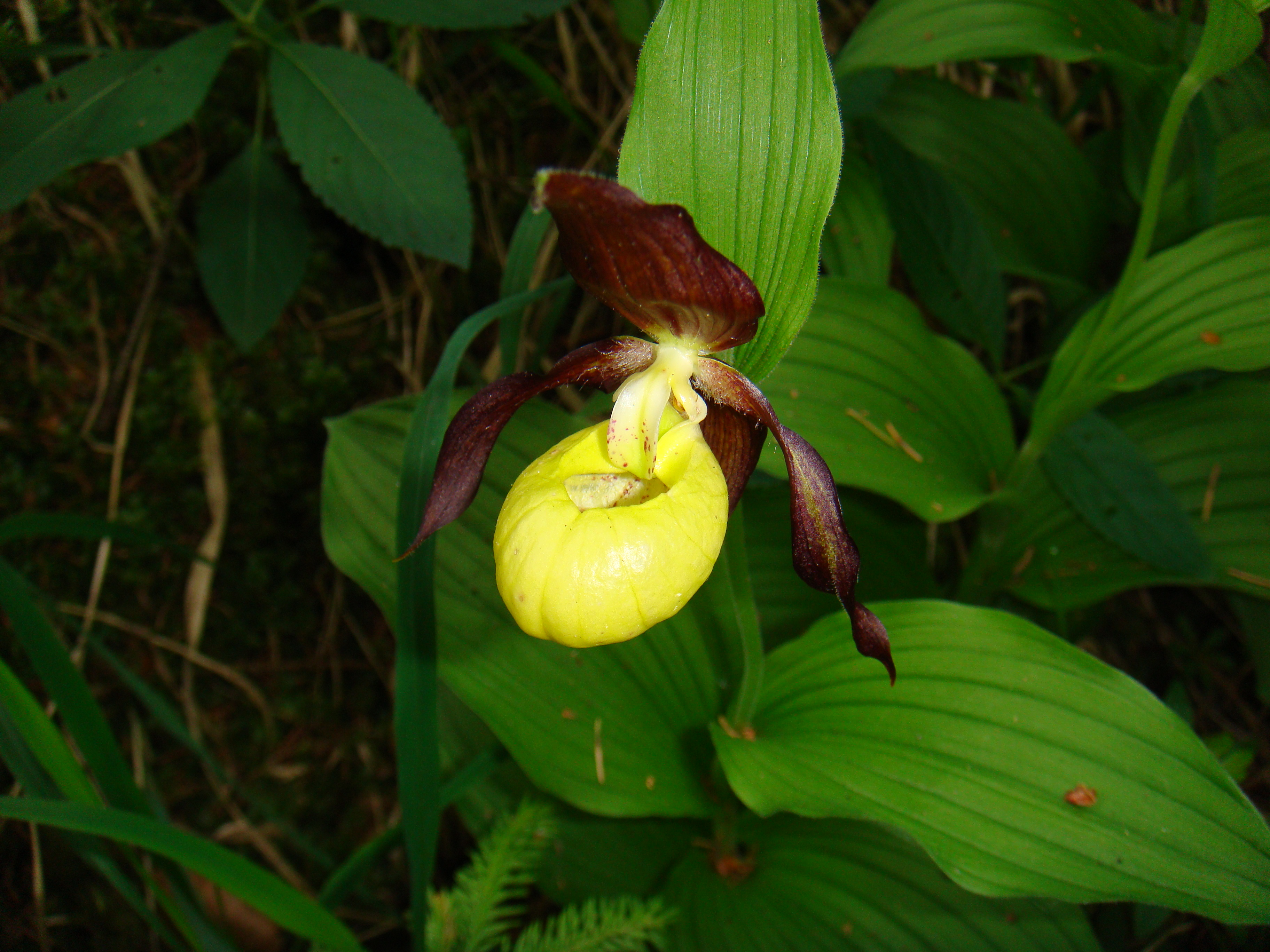
Papucul doamnei (Cypripedium calceolus)

Printre speciile de plante care vegetează în arealul sitului se află mai multe rarități floristice (arbori, arbusti, ierburi și flori); dintre care unele protejate la nivel european prin aceeași Directivă CE 92/43 din 21 mai 1992.
Arbori și arbusti: tisă (Taxus baccata), stejar (Quercus robur), fag (Fagus sylvatica), carpen (Carpinus betulus), jugastru (Acer campestre), mesteacăn (Betula pendula), arțar (Acer platanoides), frasin (Fraxinus excelsior), frasin de câmp (Fraxinus angustifolia), ulm de câmp (Ulmus minor), plop tremurător (Populus tremula), măr pădureț (Malus sylvestris), păr pădureț (Pyrus pyraster), alun (Corylus avellana), lemnul câinelui (Ligustrum vulgare), sânger (Cornus sanguinea), corn (Cornus mas), mur (Rubus fruticosus), măceș (Rosa canina), zmeur (Rubus idaeus);
Flori și ierburi: papucul doamnei (Cypripedium calceolus), poroinic (Dactylorhiza maculata, Orchis purpurea), breabăn (Cardamine glanduligera), brândușa de munte (Crocus heuffelianus), căpșuniță (Cephalanthera damasonium), iederă (Hedera helix), orhidee (Orchis purpurea), mlăștiniță (Epipactis helleborine), ghiocel (Galanthus nivalis), somnoroasă (Cerinthe minor), sor-cu-frate (Melampyrum bihariense), stupiniță (Platanthera bifolia), gușa porumbelului (Silene vulgaris), lumânărica pământului (Gentiana asclepiadea), gențiană (Gentiana ciliata), buruiana de junghiuri (Cephalanthera longifolia), brustur-negru (Symphytum cordatum), rogoz nutant (Carex pendula). 

## Căi de acces
- Drumul național DN28 pe ruta: Iași - Târgu Frumos - drumul național DN28B în direcția Cotnari - Hârlău - Deleni.

## Monumente și atracții turistice
În vecinătatea sitului se află numeroase obiective de interes istoric, cultural și turistic (lăcașuri de cult, monumente de arhitectură, muzee, situri arheologice, arii naturale protejate); astfel:

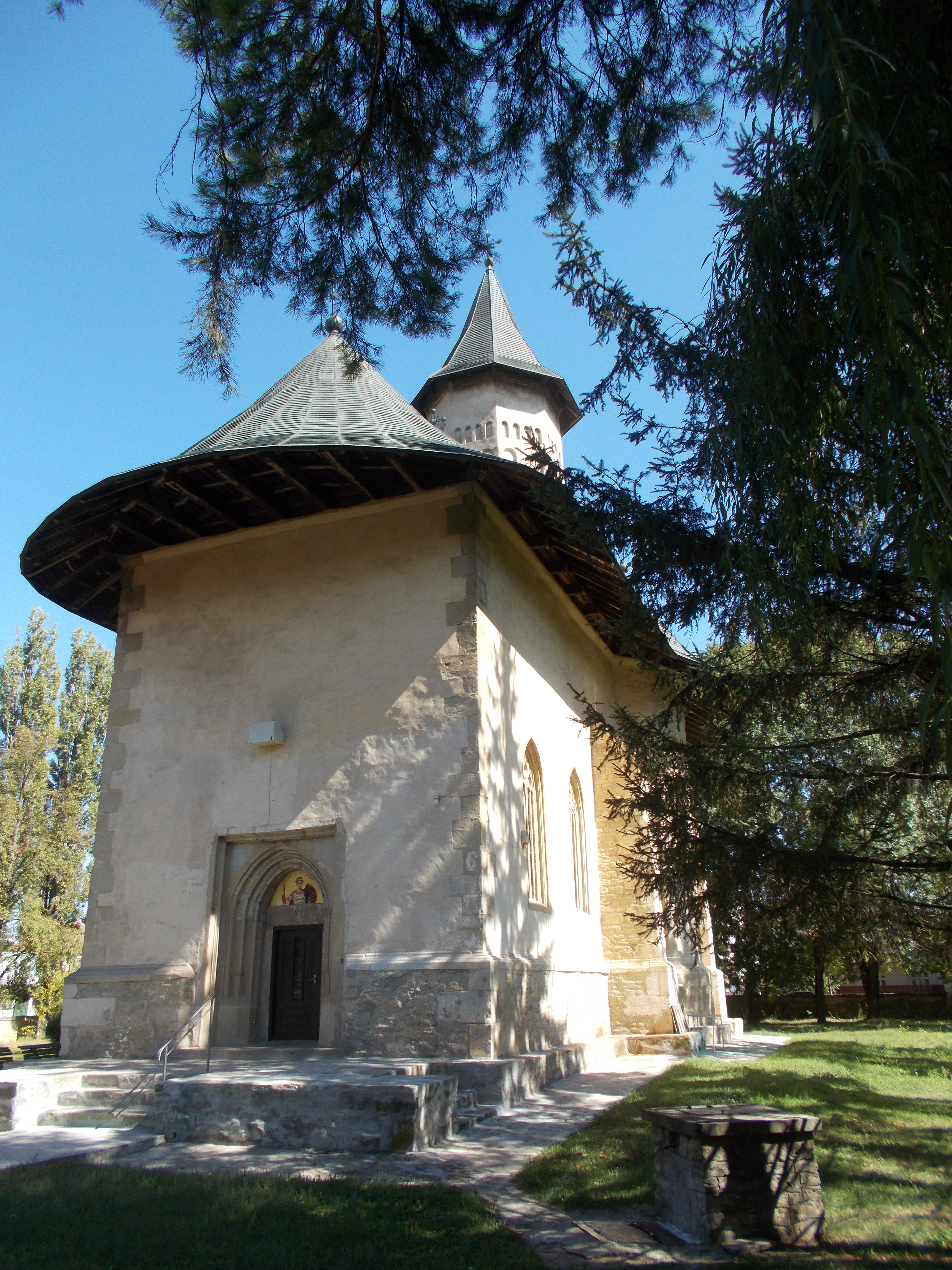
Biserica „Sfântul Dumitru” din Hârlău

- Ansamblul mănăstirii Vorona (Biserica "Adormirea Maicii Domnului", stăreție, chilii, turn-clopotniță, anexe), construcție 1793, monument istoric[16].
- Biserica "Nașterea Maicii Domnului" din Vorona pictată în perioada 1869-1870 de schimonahul Vladimir Machedon.
- Biserica "Sf. Ierarh Nicolae" din Vorona (pictată în stil neoclasic de aceelași zugrav).
- Mănăstirea Sihăstria Voronei (Biserica "Buna Vestire" și chilii). Biserica a fost construită începând cu anul 1858 și sfințită la 25 martie 1861 de către arhiereul Chesarie Răzmeriță "Sinadon", locțiitor de mitropolit al Moldovei (1860-1863).
- Curtea domnească și Biserica „Sfântul Gheorghe” din Hârlău (secolele al XIV-lea–al XVII-lea).
- Biserica „Sfântul Dumitru” din Hârlău, construcție 1535, monument istoric.
- Biserica de lemn „Tăierea Capului Sfântului Ioan Botezătorul” din satul Poiana, construcție 1744, monument istoric.
- Ansamblul conacului Cantacuzino-Deleanu din Deleni (Biserica „Adormirea Maicii Domnului”, conacul, spitalul și zidul de incintă), construcție secolele al XVII-lea–al XVIII-lea, monument istoric.
- Ansamblul mănăstirii Probota (Biserica „Sfântul Nicolae”, clisiarnița, ruinele caselor domnești și clădirilor din incintă, turnurile de colț și zidul de incintă) construită în anul 1530 de către domnitorul Petru Rareș.
- Biserica „Nașterea Maicii Domnului” din Poiana-Dolhasca, construcție secolul al XIX-lea, monument istoric.
- Monumentul comemorativ al Răscoalei din 1907 din Flămânzi.
- Muzeul de Istorie Casa Tăutu (secolele al XVII-lea–al XVIII-lea).
- Situl arheologic (punct "Dealul Holban") de la Vorona Mare (Eneolitic, cultura Cucuteni).
- Situl de importanță comunitară Vorona.